# Yevgueni Fiodorov
Yevgeniy Fedorov (Aktobe, 16 de febrero de 2000) es un ciclista kazajo. Desde 2021 corre para el equipo de su país XDS Astana Team de categoría UCI WorldTeam.

## Biografía
Como júnior (menores de 19), se convirtió en campeón de Kazajistán en ruta (2017) y contrarreloj (2018). Además de sus éxitos en el Tour de DMZ, una ronda de la Copa de las Naciones UCI Juniors, ganó la medalla de oro en los Juegos Olímpicos de la Juventud de Verano de 2018 junto a Gleb Brussenskiy.
Tras incorporarse a la categoría sub-23, se incorporó al equipo continental Vino-Astana Motors en 2019. Durante su primer año, se destacó frente a los campeones asiáticos, ganando la medalla de oro en la contrarreloj individual y la medalla de plata en la prueba de ruta, La temporada siguiente, en 2020, ganó tres etapas en diferentes carreras de la UCI, entre ellas el Tour de Langkawi y el Tour de Ruanda.
Para la temporada 2021 se convirtió en profesional con el UCI WorldTeam Astana-Premier Tech y se convirtió en campeón de ruta de Kazajistán.
En 2022 se proclamó campeón asiático de contrarreloj y contrarreloj por equipos celebrado en Dusambé, capital de la república de Tayikistán. En su segundo año en el equipo Astana Qazaqstan Team debutó en una gran vuelta finalizando en la posición 128 la Vuelta a España. El 23 de septiembre ganó el oro en el Campeonato Mundial en Ruta sub-23 proclamándose campeón del mundo en ruta sub-23 en la carrera disputada en Wollongong, Australia, sobre un recorrido de 169,8 km.

## Palmarés
2020
- 1 etapa del Tour de Langkawi
- 1 etapa del Tour de Ruanda
- 1 etapa del Tour de Szeklerland

2021
- 2.º en el Campeonato de Kazajistán Contrarreloj
- Campeonato de Kazajistán en Ruta

2022
- Campeonato Asiático Contrarreloj
- Campeonato Mundial en Ruta sub-23

2023
- Campeonato Asiático Contrarreloj
- Juegos Asiáticos en Ruta

2024
- Campeonato Asiático Contrarreloj
- 3.º en el Campeonato Asiático en Ruta

2025
- Campeonato Asiático Contrarreloj
- Campeonato de Kazajistán Contrarreloj
- Campeonato de Kazajistán en Ruta

## Resultados en Grandes Vueltas y Campeonatos del Mundo
| Carrera              | Carrera              | 2019 | 2020 | 2021 | 2022  | 2023  | 2024  | 2025 |
| -------------------- | -------------------- | ---- | ---- | ---- | ----- | ----- | ----- | ---- |
|                      | Giro de Italia       | —    | —    | —    | —     | —     | —     | —    |
|                      | Tour de Francia      | —    | —    | —    | —     | 148.º | F. c. | Ab.  |
|                      | Vuelta a España      | —    | —    | —    | 123.º | —     | —     | —    |
| Mundial en Ruta      | Mundial en Ruta      | —    | —    | —    | —     | —     | Ab.   | —    |
| Mundial Contrarreloj | Mundial Contrarreloj | —    | —    | —    | 28.º  | 39.º  | 30.º  | —    |

—: no participa
Ab.: abandono
F. c.: fuera de control

## Equipos
- Vino - Astana Motors (2019-2020)
- Astana (2021-)
  - Astana-Premier Tech (2021)
  - Astana Qazaqstan Team (2022-2024)
  - XDS Astana Team (2025-)